# Enter the Gate
Enter the Gate è il sesto album della band heavy metal Narnia.

## Il Disco
I Narnia erano fermi da The Great Fall del 2003. In questo disco non ci sono rivoluzioni copernicane, ma va detto che un certo mutamento stilistico lo si nota. Non nelle liriche che restano sempre predicatorie e dallo stile semplice ma diretto, come di consueto; non nella copertina ove c'è sempre il leone lewissiano Aslan, allegoria di Cristo, come di consueto anche questo. Ciò che differisce dal solito è invece a sorpresa una certa variazione dello storico sound della band: da sempre neoclassicheggiante grazie alla chitarra malmsteeniana di Carljohan Grimmark stavolta tale afflato è relegato a rade comparse in favore di soluzioni elettroniche col frequente utilizzo di synth ed effetti chitarristici.
La componente heavy si aggrava quanto a stralci di pesantezza; la voce di Rivel si mostra in stato smagliante e si erge più aggressivo e roco che mai; buone sono le soluzioni tastieristiche; il basso di Andreas Olsson e la batteria di Andreas Johansson pur non protagonisti accompagnano egregiamente lo sviluppo armonico dei pezzi. A risultare sottotono è, però, proprio la chitarra di Grimmark, il quale probabilmente ha risentito dell'autoimporsi una mutazione stilistica non priva per lui di conseguenze. Assoli simili a quelli dei primi album si trovano solo nella title track Enter the Gate.
Questo cambio di sound è dovuto, probabilmente, ai tanti impegni del cantante della band che ha voluto sperimentare nuovi sound

## Tracce
1. Into this Game - 4:36
2. People of the Bloodred Cross - 4:38
3. Another World - 6:05
4. Show all the World - 5:10
5. Enter the Gate - 4:36
6. Take me Home - 6:57
7. This is my Life - 4:18
8. Aiming Higher - 5:12
9. The Man from Nazareth - 8:40
10. Hymn to the North *

- Bonus track dell'edizione giapponese

## Formazione
- Christian Rivel - voce
- Carl Johan Grimmark - chitarra, voce
- Andreas Olsson - basso
- Andreas Johansson - batteria